# كبريتات الحديد الثنائي
كبريتات الحديد الثنائي،الزَاج الأخضر، القَلْقَنْد، القَلْقَنْت أو المَشِيق (بالإنجليزية: Iron(II) sulfate)، مركب كيميائي صيغته الكيميائية FeSO4.

## التحضير
يحضر كبريتات الحديد الثنائي من تسخين مسحوق من برادة الحديد في حمض الكبريت الممدد بنسبة 20%، كما في المعادلة:
{\displaystyle \mathrm {Fe+H_{2}SO_{4}\longrightarrow FeSO_{4}+H_{2}} }
بعد انطلاق غاز الهيدروجين، يتم تركيز المحلول الناتج ثم القيام بعملية ترشيح.

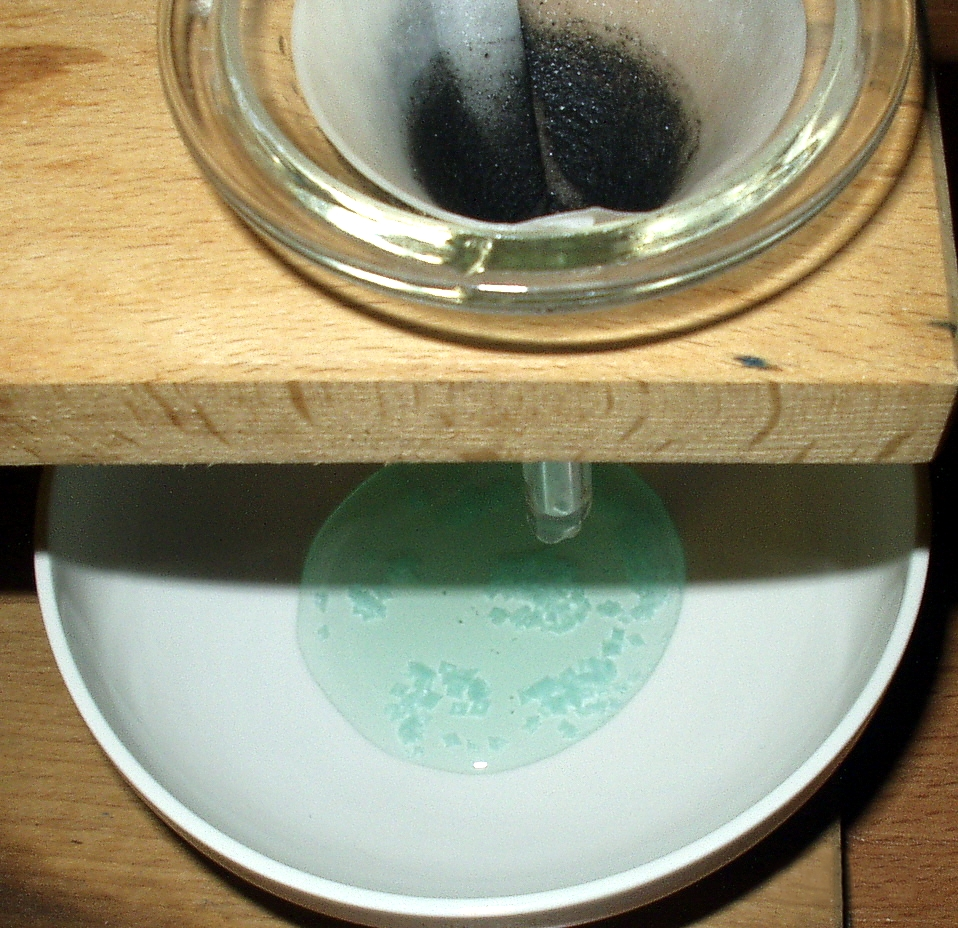
تشكّل بلورات خضراء فاتحة من كبريتات الحديد الثنائي بعد إجراء عملية الترشيح.

يمكن الحصول على كبريتات الحديد الثنائي أيضاً عن طريق أكسدة البيريت:
{\displaystyle \mathrm {\ 2\ FeS_{2}\ +\ 7\ O_{2}\ +\ 2\ H_{2}O\ \longrightarrow \ 2\ FeSO_{4}\ +\ 2\ H_{2}SO_{4}} }

## اقرأ أيضاً
- ميلانترايت
- حديد
- حمض الكبريتيك